# Долхени (Салаж)
Долхени (рум. Dolheni) насеље је у Румунији у округу Салаж у општини Иљанда. Oпштина се налази на надморској висини од 261 m.

## Становништво
Према подацима из 2002. године у насељу је живело 113 становника, од којих су сви румунске националности.